# Kamikacu (Tokušima)

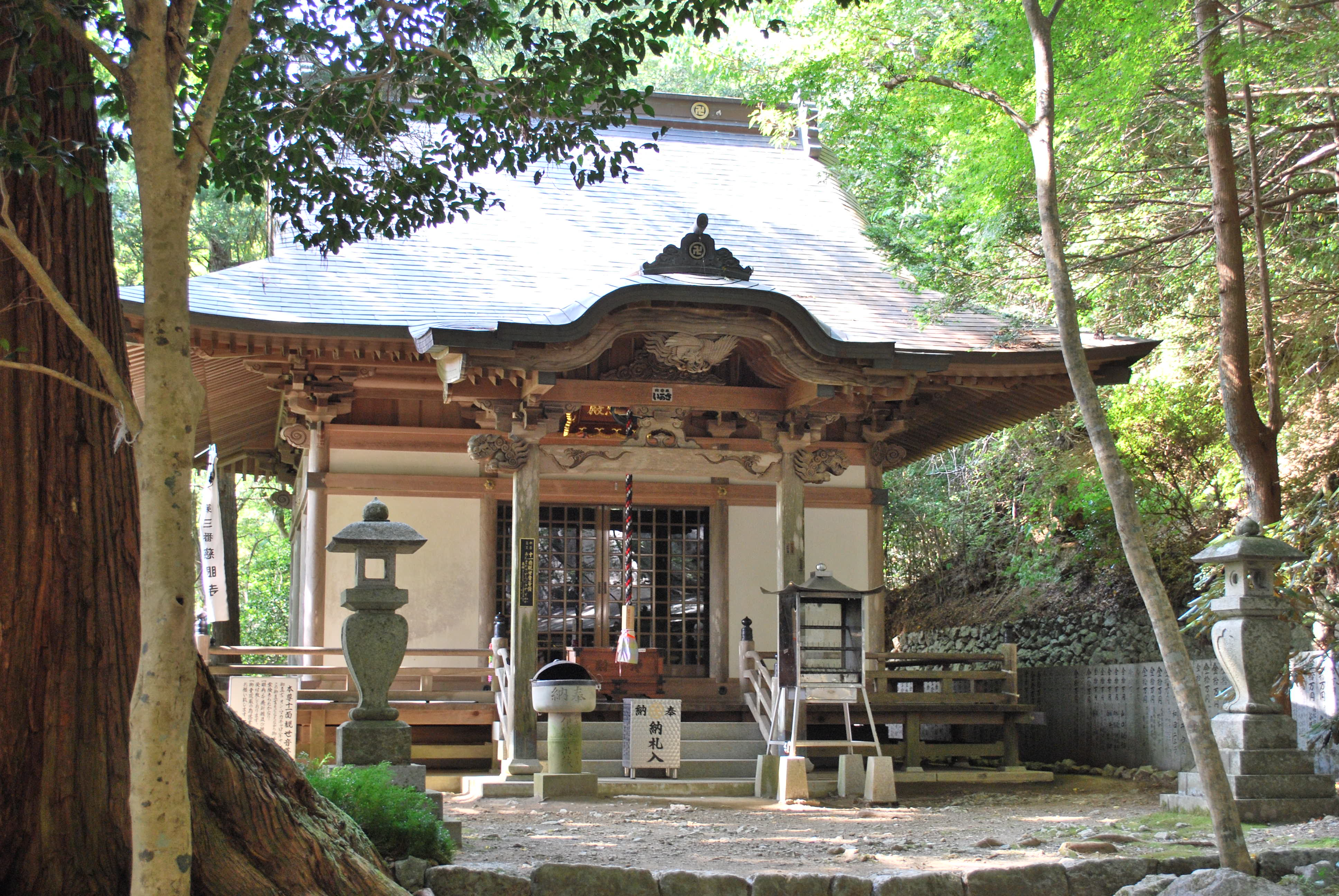
Hlavní budova chrámu Džigen-dži (慈眼寺)

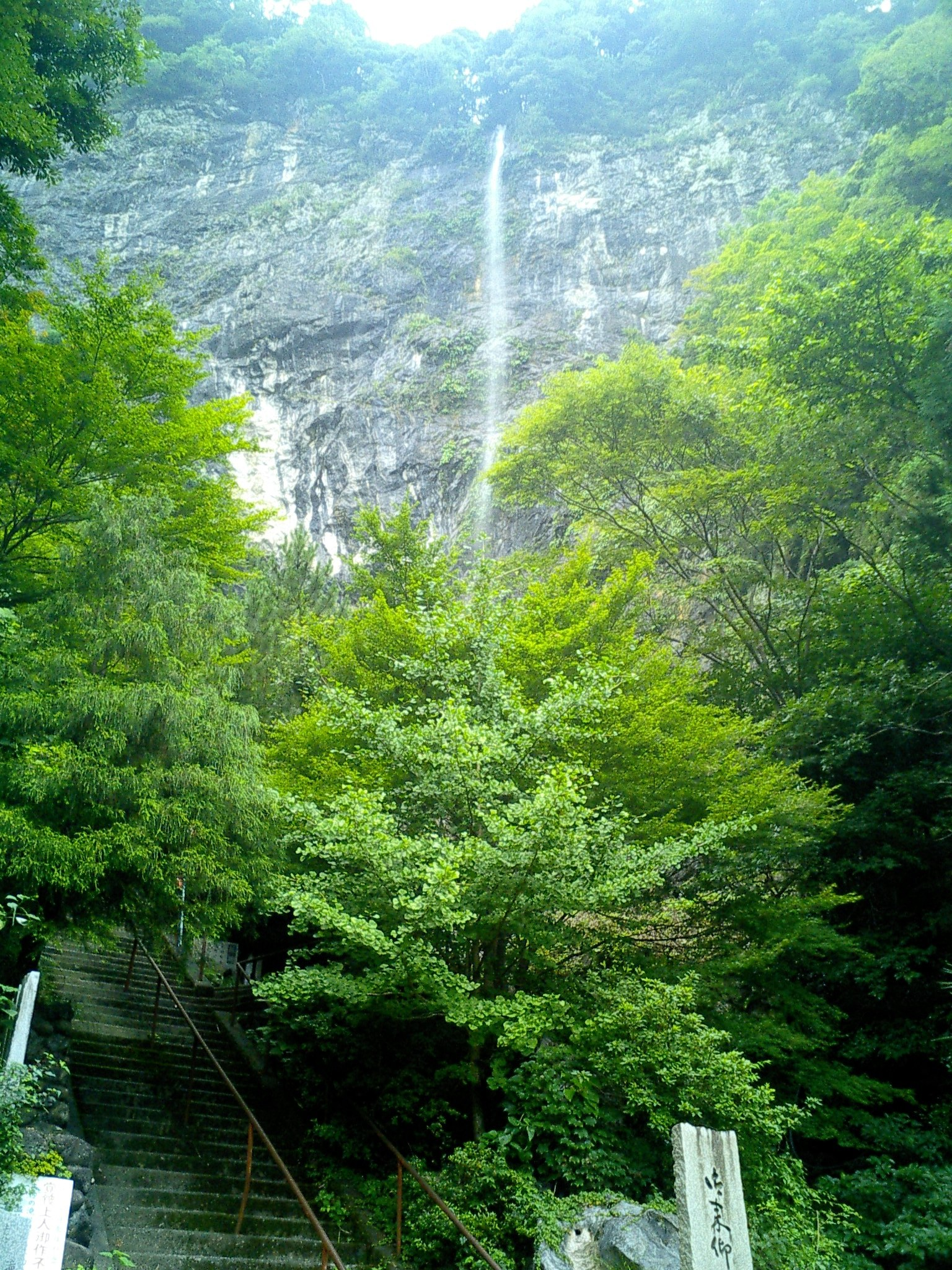
Vodopád Kandžógataki (灌頂ヶ滝) neboli Asahi-no-taki (旭の滝)

Kamikacu (上勝町, Kamikacu-čó) je město v okrese Kacuura v prefektuře Tokušima na ostrově Šikoku. Leží převážně na levém (západním) břehu horního toku řeky Kacuura-gawa (勝浦川), která protéká městem ve směru od severovýchodu, později od jihu k severu, dále k západu; na ní se na území města nachází přehrada Masaki (正木ダム, výška hráze 67 m, objem 15 050 000 m³). Dalšími vodními toky, městem protékajícími jsou Fudžikawatani-gawa (藤川谷川) (levý přítok Kacuuragawy), Asahi-gawa (旭川) (pravý přítok Kacuuragawy) a Sugičidani-gawa (杉地谷川) (pravý přítok Kacuuragawy). Na drobném levém přítoku Fudžikawatanigawy, na území chrámu Džigen-dži (慈眼寺) je vodopád Kandžógataki (jinak též Asahi-no-taki). Nejvyšším bodem je hora Kumosa-jama/Kumosó-jama (雲早山) (1 495,9 m n. m.), která je na trojmezí městysů Kamikacu-čó, Kamijama-čó (神山町) a Naka-čó (那賀町).
V roce 2003 zde žilo 2 042 obyvatel. Rozloha činila 109,68 km², hustota zalidnění pak 18,62 osob na km².
Kamikacu je město, které praktikuje myšlenku zero waste (nulový odpad). Veškerý odpad z domácností se třídí do 45 různých kategorií a odesílá se k recyklaci. Město zajišťuje svoz odpadu pouze od starých a jinak nemohoucích lidí, ostatní odevzdávají odpad do sběrného dvora. Lidé mohou rovněž odevzdávat použitelné předměty, které si mohou ostatní bezplatně odnést.
V anketě z roku 2008 se ukázalo, že 40 % obyvatel se cítí nešťastně kvůli požadavku na mytí jednotlivých položek. Město však pokračuje v projektu, protože je levnější a šetrnější k životnímu prostředí než pořízení spalovny.